# Даффи, Патрик
Патрик Даффи (англ. Patrick G. Duffy, род. 17 марта 1949 в Таунсенде, Монтана) — американский телевизионный актёр и режиссёр. Даффи наиболее известен благодаря роли Бобби Джеймса Юинга в длительной прайм-тайм мыльной опере «Даллас» (1978—1985 и 1986—1991), а также Фрэнка Ламберта в ситкоме канала ABC «Шаг за шагом» (1991—1998).

## Жизнь и карьера
Даффи родился в городе Таунсенд, штат Монтана.После окончания средней школы Даффи поступил на театральную программу в Университете Вашингтона, окончив ее в 1971 году. В 1976 году Даффи получил главную роль в недолго просуществовавшем сериале «Человек из Атлантиды». После его закрытия он получил свою самую значимую роль в карьере — Бобби Юинга в телесериале «Даллас». Сериал добился огромного успеха, несколько раз становясь самой рейтинговой программой года на американском телевидении, а также ввёл моду на мыльные оперы в прайм-тайм. Несмотря на успех шоу, Даффи в 1985 году решил покинуть его и его герой был убит. Тем не менее его карьера пошла на спад после ухода из шоу и год спустя он решил вернуться в него. Продюсеры пошли на возмутительный шаг: стереть целый сезон без актёра, сделав так, как будто смерть Бобби была сном. Даффи остался в сериале вплоть до его финала в 1991 году, а после снялся в двух телефильмах-продолжениях: «Джей Ар возвращается» (1996) и «Война Юингов» (1998).
После завершения «Далласа» Даффи получил главную роль наравне с Сьюзан Сомерс в ситкоме «Шаг за шагом», который просуществовал до 1998 года, а Даффи выступил в качестве режиссёра 49 из 160 эпизодов. После Даффи периодически появлялся на экранах в качестве приглашённой звезды в различных сериалах, а также снимался в сделанных для телевидения фильмах. В марте 2006 года Даффи начал играть роль Стивена Логана в дневной мыльной опере канала CBS «Дерзкие и красивые». В конце того же года он ушёл из шоу, но вернулся 5 ноября 2007 года и снимался в сериале до 2011 года.
В 2010 году кабельный канал TNT начал разработку продолжения сериала «Даллас». Даффи, а также Линда Грей и Ларри Хэгмэн из оригинального шоу, вернулись к своим ролям в одноимённом сериале, премьера которого состоялась в 2012 году. Сериал был закрыт в 2014 году после трёх сезонов из-за спада рейтингов.
С 1974 года Даффи женат на Кэрлин Даффи; у них двое сыновей. Бывший католик, в настоящее время Даффи является буддистом.